# Fabio Cerchiai
Fabio Cerchiai (Firenze, 14 febbraio 1944) è un dirigente d'azienda e manager italiano, nel settore assicurazioni ed infrastrutture.

## Biografia
Conseguita la laurea in economia e commercio a Roma  presso l'Università degli Studi la Sapienza nel 1966, è entrato in Assicurazioni Generali (1964), divenendone direttore generale per l'Italia (1994), amministratore delegato (1997) e vicepresidente (2001).
Ha ricoperto numerosi incarichi in Italia e all'estero presso società assicurative e finanziarie .
È professore a contratto presso l'Università Cattolica del Sacro Cuore di Milano – Facoltà Scienze Bancarie, Finanziarie e Assicurative.
Attualmente ricopre gli incarichi di:
- presidente della Cerved Group S.p.A. (dal 31 gennaio 2011 -)[1][4]
- presidente del gruppo assicurativo ARCA (dal 29 gennaio 2008 -)[1][3]

Tra gli altri incarichi è stato:
- presidente di INA Assitalia (fino al 2003)[3]
- presidente di ANIA (fino al 2011)[3]
- presidente di UnipolSai (fino all'aprile 2016)[5]
- presidente di Atlantia (dall’aprile 2010 fino all’aprile 2022)[6]

## Procedimenti giudiziari
Il nome di Fabio Cerchiai è legato a una serie di indagini effettuate dalla Procura della Repubblica, avviate oltre tre anni fa e condotte dal procuratore aggiunto di Torino, Marco Gianoglio, che nel luglio 2018 ne ha notificato l'avviso di chiusura dell'inchiesta, in merito alla ricostruzione della trama degli intrecci dietro alla fusione tra il gruppo assicurativo bolognese Gruppo Unipol, UnipolSai e la famiglia Ligresti (in particolare, Fondiaria Sai, Premafin e Milano Assicurazioni).